# Harpactocrates troglophilus
Harpactocrates troglophilus là một loài nhện trong họ Dysderidae.
Loài này thuộc chi Harpactocrates. Harpactocrates troglophilus được miêu tả năm 1978 bởi Brignoli.